# ゴルフ場等に係る会員契約の適正化に関する法律
ゴルフ場等に係る会員契約の適正化に関する法律（ゴルフじょうとうにかかるかいいんけいやくのてきせいかにかんするほうりつ、平成4年5月20日法律第53号）は、ゴルフ会員権に関する日本の法律である。

## 概要
ゴルフ場等に係る会員契約の締結及びその履行を公正にし、並びに会員が受けることのある会員契約に係る損害の防止を図ることにより、会員の利益を保護し、あわせて会員契約に基づく役務の提供を適正かつ円滑にすることを目的としている。
ゴルフ会員権の乱売で社会的に注目された茨城カントリークラブ事件がきっかけで制定された。

## 関連書籍
- 衆議院法制局内会員契約研究会「Q&A解説 ゴルフ会員契約等適正化法」（第一法規出版）